# Aranycsőrű vízicsibe
Az aranycsőrű vízicsibe (Neocrex erythrops) a madarak osztályának darualakúak (Gruiformes) rendjébe és a guvatfélék (Rallidae) családjába tartozó faj.

## Rendszerezése
A fajt Philip Lutley Sclater angol ügyvéd és zoológus írta le 1898-ban, a Porzana nembe Porzana erythrops néven.

## Alfajai
- Neocrex erythrops erythrops (P. L. Sclater, 1867)
- Neocrex erythrops olivascens Chubb, 1917 [2]

## Előfordulása
Az Amerikai Egyesült Államok, Costa Rica, Panama, Szent Ilona-sziget, Argentína, Bolívia, Brazília, Kolumbia, Ecuador, Francia Guyana, Guyana, Paraguay, Peru,  Suriname, Trinidad és Tobago, valamint Venezuela területén honos. 
Természetes élőhelyei a szubtrópusi és trópusi elöntött területek, mocsarak és lápok, valamint ültetvények. Vonuló faj.

## Megjelenése
Testhossza 20 centiméter.

## Természetvédelmi helyzete
Az elterjedési területe rendkívül nagy, egyedszáma ismeretlen. A Természetvédelmi Világszövetség Vörös listáján nem fenyegetett fajként szerepel.